# Département de Lempira
Le département de Lempira (en espagnol : Departamento de Lempira) est un des 18 départements du Honduras.

## Histoire
Le département a été créé en 1825, après l'indépendance des provinces unies d'Amérique centrale.

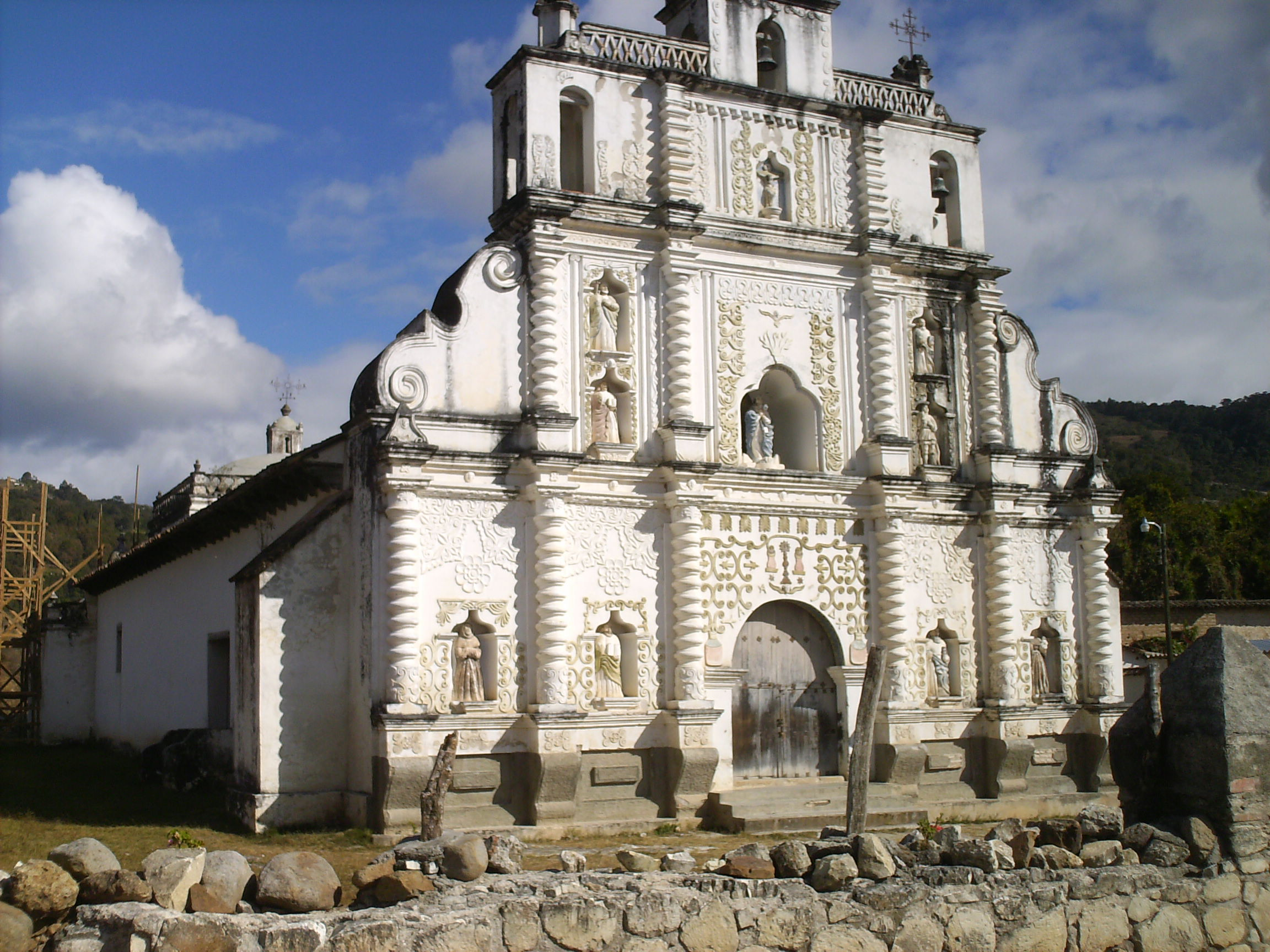
Église de San Manuel de Colohete

## Géographie
Le département de Lempira est limitrophe :
- au nord, des départements de Copán et de Santa Bárbara,
- à l'est, du département d'Intibucá,
- au sud, de la république du Salvador,
- à l'ouest, des départements d'Ocotepeque et de Copán.

Il a une superficie de 4 290 km2.

## Subdivisions
Le département comprend 28 municipalités :
- Belén
- Candelaria
- Cololaca
- Erandique
- Gracias, chef-lieu (en espagnol : Cabecera)
- Gualcince
- Guarita
- La Campa
- La Iguala
- La Unión
- La Virtud
- Las Flores
- Lepaera
- Mapulaca
- Piraera
- San Andrés
- San Francisco
- San Juan Guarita
- San Manuel Colohete
- San Marcos de Caiquín
- San Rafael
- San Sebastian
- Santa Cruz
- Talgua
- Tambla
- Tomalá
- Valladolid
- Virginia

## Démographie
La population s'élève à 321 179 habitants au recensement de 2013.
La densité de population du département est de 75 hab./km2.